# Robert Cuccioli
Robert Cuccioli (Hempstead, 3 maggio 1958) è un attore e baritono statunitense, noto soprattutto come interprete di musical a teatro.

## Biografia
Robert Cuccioli è nato ad Hampstead, nello stato di New York e ha studiato alla St. John's University, dove si è laureato in economia. Ha lavorato come consulente finanziario per tre anni, prima di cominciare a lavorare nei teatri dell'Off Broadway dagli anni ottanta. Nel 1987 ha ottenuto il suo primo ruolo di rilievo quando fu scelto per interpretare Lancillotto nel tour statunitense e canadese del musical Camelot con Richard Burton. Dopo aver recitato in produzioni regionali e newyorchesi di musical come Phantom e Oklahoma!, nel 1993 ha fatto il suo debutto a Broadway in Les Misérables, interpretando l'ispettore Javert per due anni. Nel 1997 tornò a Broadway con il musical Jekyll & Hyde, in cui interpretava il duplice ruolo dell'eponimo protagonista. La sua performance gli valse i plausi della critica e del pubblico, oltre che una vittoria al Drama Desk Award e una candidatura al Tony Award al miglior attore protagonista in un musical.
Dopo il successo a Broadway, Cuccioli è tornato a recitare nel circuito regionale e in tour statunitensi, interpretando ruoli di primo piano in numerosi musical, tra cui The Secret Garden (Sacramento, 1999), Victor/Victoria (Milburn, 2000), L'opera da tre soldi (Off Broadway, 2000), Funny Girl (Milburn, 2001), The Sound of Music (Milburn, 2003) e On the Twentieth Century (New York, 2005). Oltre al teatro musical, Cuccioli ha recitato anche nel campo della prosa, recitando, tra i molti, i ruoli principali di Antonio in Antonio e Cleopatra (Madison, 2002), Macbeth in Macbeth (Madison, 2003), Claudio in Amleto (Washington, 2007), Salieri in Amadeus (Milburn, 2008) e Monticello ne Il diavolo bianco (Off Broadway, 2019). Nel 2012 è tornato a Broadway dopo quindici anni di assenza per interpretare Norman Osborn/Goblin nel musical di Bono Spider-Man: Turn off the Dark. Nel 2018 ha fatto il suo debutto sulle scene londinesi con il musical Rothschild & Sons. All'attività recitativa, Cuccioli ha affiancato una prolifica carriera di regista teatrale, dirigendo allestimenti di classici come Lo zoo di vetro (2003) e Il mercante di Venezia (2017), oltre che curare la regia di diversi allestimenti di Jekyll & Hyde negli Stati Uniti.

## Filmografia

### Cinema
- Celebrity, regia di Woody Allen (1998)

### Televisione
- Una vita da vivere - serie TV, 1 episodio (1990)
- Baywatch - serie TV, 1 episodio (1997)
- I viaggiatori - serie TV, 1 episodio (1999)
- White Collar - serie TV, 1 episodio (2010)
- Elementary - serie TV, 1 episodio (2017)
- The Sinner - serie TV, 3 episodi (2017)